# Международные студенты
Международные студенты (также иностранные студенты) — лица, выезжающие за границу для получения образования различного уровня и специализации. Количество учащихся, ежегодно выезжающих с целью получения образования за рубеж, в мире достигает 5 миллионов человек и имеет тенденцию к устойчивому росту. Поскольку сам факт въезда и выезда часто затрагивает те или иные миграционные положения законодательства страны происхождения и страны приёма, пребывание международных студентов на территории той или иной страны часто регулируется особыми положениями. Также, и сам смысл, вкладываемый в понятие «международный студент», может значительно варьироваться в зависимости от законодательства той или иной страны.

## История
Учебная миграция и рынок международного образования появились ещё в средние века. Он начал стремительно развиваться с развитием современных СМИ, транспорта и маркетинга, поскольку доходы от обучения иностранных студентов составляют 1,8 трл. рублей

## Численность
Ежегодно за рубеж выезжает около 5 миллионов чел (2007—2008 гг.). Количество международных студентов в России также имеет тенденцию к быстрому росту после резкого снижения их количества после распада СССР. В РФ их количество возросло со 157 тысяч в 2000/2001 академическом году до 345 тысяч в 2007/2008, а по прогнозу на 2010/2011 учебный год составит 400 тысяч человек или около 7 % их общемирового числа. Количество студентов из России, учащихся за границей в 2012 году, составило 50 642 человека.
Особую группу иностранных учащихся составляют выезжающие на временные языковые курсы: так, около 1,3 млн чел. (26 % ежегодного выезда) составляют изучающие английский язык в 10 основных англоязычных странах. Вместе с тем в России и странах СНГ вновь постепенно растет число иностранцев, зарегистрированных на платных курсах русского языка. Быстро увеличивается кол-во изучающих китайский, корейский и испанский языки.

## Миграционный статус
Пребывание иностранных студентов регулируется законом.

### США
В США существует несколько типов виз, ориентированных на иностранных студентов, положения которых жёстко регулируются. В частности, для пребывания иностранных студентов предназначена виза F-1.